# Vidas marcadas
 Vidas marcadas es una película de Argentina en blanco y negro dirigida por Daniel Tinayre según su propio guion sobre el argumento de Arturo S. Mom 
que se estrenó el 20 de abril de 1942 y que tuvo como protagonistas a George Rigaud, Mecha Ortiz, Sebastián Chiola y Roberto Fugazot. Es una nueva versión de Monte criollo, la película que se estrenara en 1935 con guion y dirección de Mom.

## Sinopsis
Dos fulleros se enfrentan por una mujer.

## Reparto
- George Rigaud ... Raúl
- Mecha Ortiz …Malena
- Sebastián Chiola ... Altabe
- Roberto Fugazot ... Leiva
- Héctor Méndez ... Dandy
- Haydée Larroca ... Lolita
- Cayetano Biondo ... Chingolo
- Alberto Terrones ... Navarro

## Comentarios
El crítico Miguel Ángel Rosado comentó sobre el filme:

"Monte criollo no había tenido éxito popular, y Vidas marcadas se arriesgó a reincidir en el asunto confiando en los posibles atractivos del relato policial, en los brillos que permitía la filmación en los estudios Baires (escenografía de Gregorio López Naguil, fotografía de Paul Perry), en los nombres del elenco y sobre todo en la descripción de la sexualidad tibia pero inequívoca, que consumía a los protagonistas (el amor entre Mecha Ortiz y Jorge Rigaud, el deseo insatisfecho de Chiola). En lo cinematográfico, Vidas marcadas no iba tan lejos, y las audacias narrativas o recursos imaginativos de Monte criollo cedían ante una acción muy dialogada y lineal".